# Wojciech Ziemniak

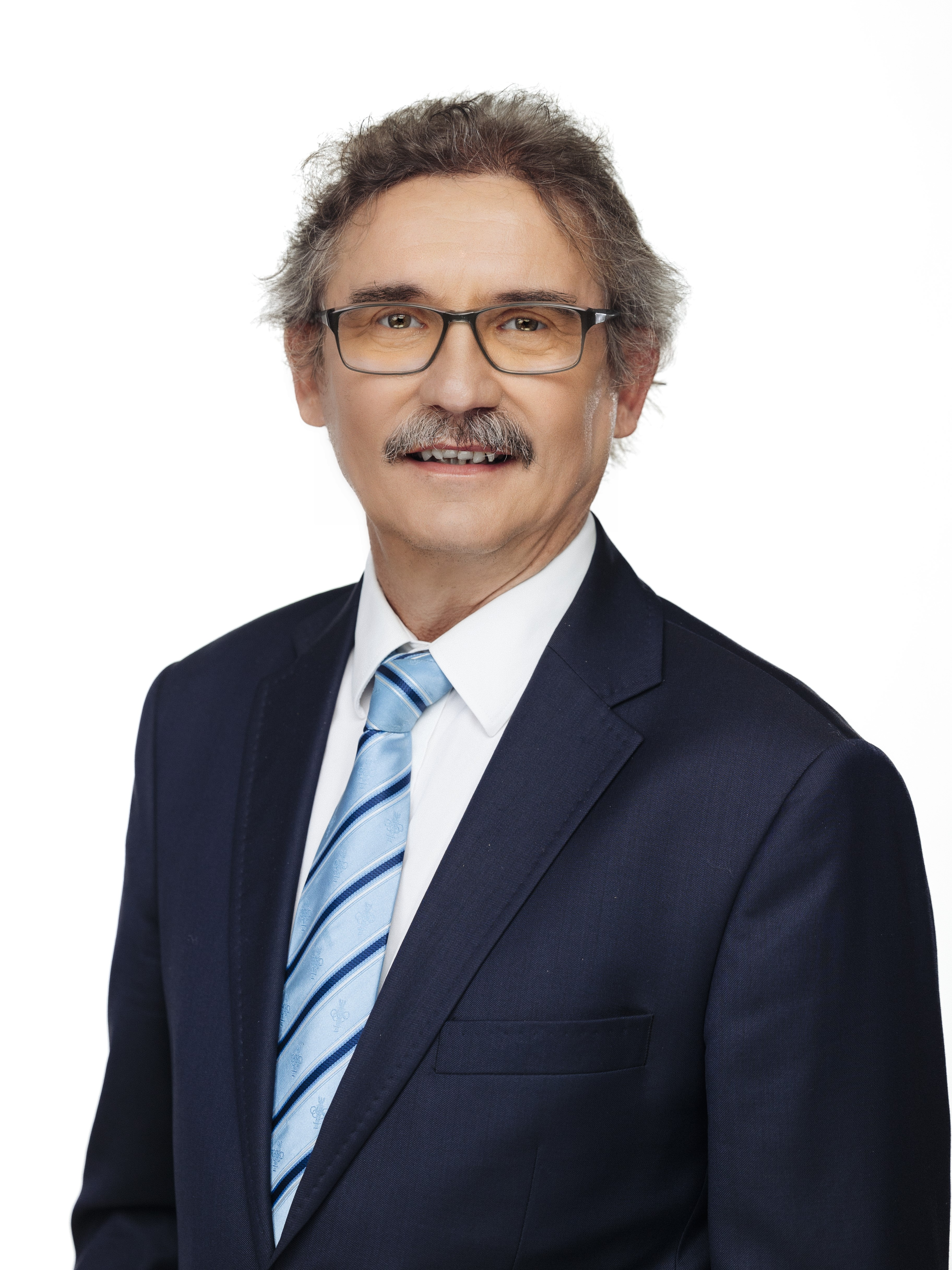
Wojciech Ziemniak (2023)

Wojciech Stanisław Ziemniak (* 25. März 1956 in Czempiń) ist ein polnischer Politiker der Platforma Obywatelska (Bürgerplattform).

## Leben
Wojciech Ziemniak studierte in Gorzów Wielkopolski an einer Außenstelle der Hochschule für Sport in Posen und legte dort seinen Magister in Sport (wychowanie fizyczne) ab. Ab 1981 war er als Sportlehrer tätig. 1991 bis 1999 war er Direktor des Zentrums für Sport und Erholung in Kościan. Parallel dazu war Ziemniak von 1992 bis 2001 Direktor der Grundschule im Dorf Racot, Woiwodschaft Großpolen. 2001 wurde er Direktor der Mittelschule „Polnische Olympioniken“ (Gimnazjum im. Polskich Olimpijczyków) in Racot und im selben Jahr trat er in die Platforma Obywatelska ein. Bei den Parlamentswahlen 2005 gewann er im Wahlkreis 36 Kalisz mit 13.193 Stimmen erstmals einen Sitz im Sejm. Er war in den Kommissionen für Sport, Sozialpolitik sowie territorialer Selbstverwaltung und Regionalpolitik tätig. Bei den vorgezogenen Parlamentswahlen 2007 trat Wojciech Ziemniak erneut in Kalisz an und konnte mit 26.623 Stimmen ein neues Mandat für den Sejm erringen. Ziemniak arbeitet dort seit November 2007 in der Kommissionen für Sport sowie seit April 2008 in der Kommission für Kontakt zu Auslandspolen mit. Vom November bis Dezember 2007 war er zudem Mitglied in der Kommission für Landesverteidigung sowie vom Dezember 2007 bis Januar 2008 in der Gesundheitskommission.
Wojciech Ziemniak ist verheiratet und hat zwei Kinder.